# サーブ・ソネット

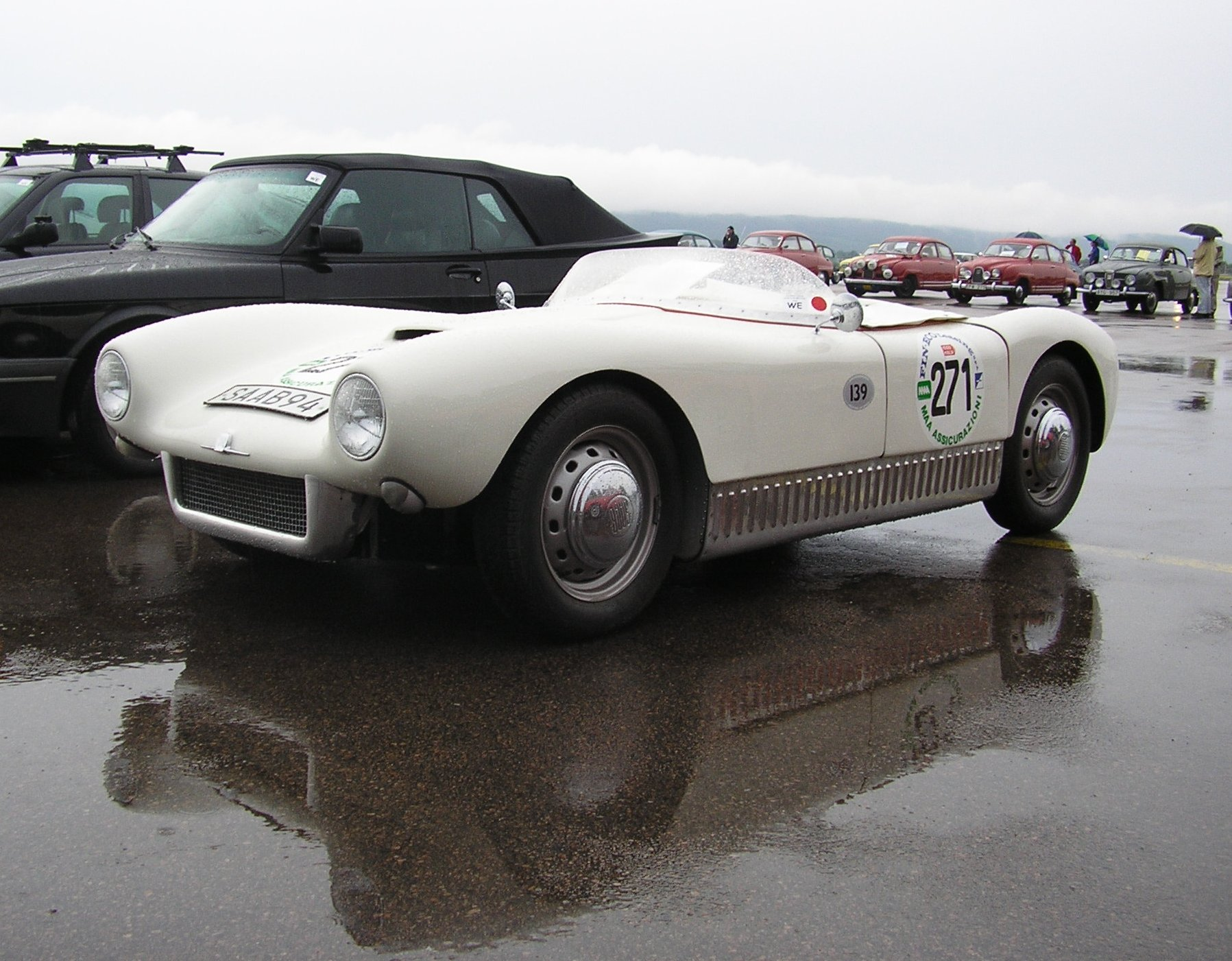
サーブ・ソネット・オリジナルプロトタイプNo.1

ソネット（Sonett'）はスウェーデンの航空機メーカー・サーブの自動車部門（サーブ・オートモービル）が1956年のI型から1974年のIII型まで、途中11年間の空白をはさんで製造した2座席スポーツカーである。ベースはいずれも サーブ・93および96で、それらの前輪駆動方式を踏襲し、個性的なデザインのGRP/FRP製のボディが架装されていた。

## ソネットI（1956年）
ソネットIは社内呼称では「サーブ・94」と呼ばれ、チーフエンジニアのロルフ・メルデの提案によって製作された。目的はラリーカーとして高いポテンシャルを示していたサーブ・93を一層高度にチューニングし、軽量な2シーターボディを与えてレースでも活躍させることにあった。プロトタイプはメルデの個人プロジェクトとして、郊外の工場で限られた予算のもと少人数で秘密裏に製作された。
「ソネット」の名は一般には英詩の一種であるソネット（sonnet）から命名されたといわれているが綴りが違い、実際にはメルデがスウェーデン語の "Så nätt den är"（英語の "how neat it is"）から命名したものである。
ソネットは1956年3月にストックホルムの自動車ショーでお披露目された。最初の試作車以外の車体はガラス繊維による繊維強化プラスチック製で、最初の試作車から形を取られていた。エンジンは2サイクル3気筒748 ccで、標準型93の33馬力から57.5馬力にチューンされていた。ボディ同様にシクステン・セゾンがデザインしたシャシーはアルミニウム製のボックス型で、その重量は70 kgに過ぎず、車両重量も600 kgに抑えられた。こうした軽量設計のため性能は良好で、現存する第一号車は、製造後40年経った1996年9月に159.4 km/hを記録した。
しかし、ソネットIは結局量産化を見送られ、結局6台しか製作されなかった。

## ソネットII（1966年-1968年）
1960年代に入って、再びサーブ・96を基盤に、特にアメリカ合衆国への輸出向けに2座席スポーツカーを開発する機運が高まり、マルメ・フリグインダストリがデザインしたプロトタイプ「MFI13」と、シクステン・セゾンが率いる自社チームによる「カタリナ」が設計競技（コンペ）にかけられ、結局MFI13が生産化されることになった。本計画に当たっては安全性追求のためクローズドボディ（箱形車体）の採用が選択され、MFI13には繊維強化プラスチック製ボディと鋼鉄製フレームから成る車体構造の一部として、ロールバーも組み込まれていた。
社内呼称「サーブ・97」が与えられたこのMFI13は1966年暮れから1967年モデルとして生産開始された。エンジンは2サイクル3気筒850 ccで、60馬力にチューニングされ、0-100 km/h加速12.5秒、最高速度150 km/hと、同クラスのMG・ミジェットに匹敵する性能を発揮した。ソネットIIは1968年までに1968台が生産された。

### ソネット・V4（1967年-1969年）
1967年からサーブ・96にはドイツ製フォード・タウヌス12M/15MのV型4気筒1,500 ccエンジンが搭載されることになり、ソネットもそれに歩調を合わせ、「ソネット・V4」に発展した。このエンジンを収容するためボンネットやや右寄りにパワーバルジが追加された。最高出力は65馬力となったが車両重量の増加により0-100 km/h加速12.5秒は変わらず、最高速度のみ160 km/hに向上した。
ソネットV4の生産は1967年から開始され、1969年までに1,610台が生産された。当時の日本にも一台が中古車の並行輸入の形で上陸した。

## ソネットIII（1970年-1974年）
ソネット・V4はアメリカ市場ではあまり好評ではなく、その原因をデザインが積極さに欠けているためだと判断したサーブは、イタリア人デザイナーのセルジオ・コッジョーラにソネットのデザインの手直しを依頼した。コッジオーラのデザインは車幅を大幅に拡張する計画であったので、グンナール・A・シェーグレンによって既存のシャシーに合わせた手直しが行われて生産化された。後窓をそのままガラスハッチとされた3ドアクーペとなり、ボンネット部分は完全に一新され、アメリカ市場におけるライバルとなったオペル・1900GTにも似たリトラクタブル（格納）式ヘッドライトが与えられた。この結果、IIではフロントフェンダーごとぱっくり開いたエンジン室へは小さなボンネットフードからしか近づくことができなくなった。また、フロアシフトよりも素早いシフトが可能だとしてサーブは96のラリーカーやIIにスポーツカーとしては異例にもコラムシフトを採用していたが、これもアメリカ市場の好みに合わせてフロアシフトとなった。また、同様の理由からエアコン（クーラー）もオプションで装備可能となった。また、1973年以降のモデルには衝撃吸収式バンパーが装備された。
V4エンジンは当初1,500 cc、55馬力であったが、1970年秋に登場した1971年モデルからは1,700 cc、55馬力に拡張され、厳しくなった排気ガス規制によるパワー低下を補った。動力性能は0-100 km/h加速13秒台に低下したが、高められたギア比と抗力係数（cd）値0.31と優秀な空力性能によって最高速度は165 km/hに改善された。
V4エンジンが厳しさを増す米国の排気ガス規制に対応できなくなったことから、1974年をもって生産を終了した。ソネットIIIの生産台数は10,236台で、サーブらしからぬほど強く米国市場を意識したモデルチェンジを行なったにもかかわらず、ダットサン・240Zなどの敵にはなり得なかった。日本へは輸入されなかった。

## 復活計画
1970年代はじめ、コッジオーラのデザインにより「ソネットV」が計画されたことがあるが実現しなかった。また、1990年代にサーブの親会社となったゼネラルモーターズも、既存スポーツカーのプラットフォームを用いたソネットの復活を企画していると伝えられたが、その後同社が深刻な経営危機に陥ったことでこの計画が継続される可能性は限りなく低くなった。
その後継承した会社にその計画が引き継がれることもなく、2017年のサーブブランド消滅により、その復活は夢と消えることとなった。